# Emily Watts
Emily Watts, née le 26 novembre 2000, est une coureuse cycliste australienne, spécialisée dans le cyclisme sur route et sur piste.

## Biographie
En 2019, Emily Watts court avec l'équipe de l'université de Sidney. Elle participe notamment à la Cadel Evans Great Ocean Road Race, une course inscrite au calendrier de l’UCI. Au mois de mai, elle est victime d'un accident et se fracture la clavicule et 6 vertèbres,.
En 2021, elle réalise le doublé aux championnats d'Australie espoirs, en gagnant le titre sur la course en ligne et le contre-la-montre.
Lors de la saison 2022, alors qu'elle court pour les Knights of Suburbia, elle remporte la première étape du Santos Festival of Cycling, devant la professionnelle Ruby Roseman-Gannon. Elle signe pour la saison suivante avec l'équipe continentale australienne Bridgelane avec qui elle participe à ses premières épreuves en Europe. En fin de saison, elle remporte la Cycle Sunshine Coast.
Elle signe ensuite, pour la saison 2024, en Belgique, avec l'équipe Chevalmeire. Cela lui permet de participer à plusieurs classiques belges, dont la Flèche brabançonne, où elle reste échappée 77km. Elle termine également 7e du tour de Pologne.
Pour la saison 2025, elle signe avec l'équipe française Saint Michel-Preference Home-Auber 93, une des 7 premières équipes à faire partie de la nouvelle catégorie UCI Women's ProTeam.

## Palmarès sur route

### Par années
- 2021
  -  Championne d'Australie sur route espoirs
- 2022
  - 3e du championnat d'Australie de contre-la-montre espoirs
- 2023
  - 3e du championnat d'Australie sur route espoirs
- 2024
  -  Championne d'Australie sur route espoirs

### Résultats sur les grands tours

#### Tour de France
1 participation
- 2025 : 114e

### Classements mondiaux
| Année                                 | 2019 | 2020 | 2021 | 2022 | 2023 | 2024 |
| ------------------------------------- | ---- | ---- | ---- | ---- | ---- | ---- |
| Classement UCI                        | 853e | nc   | 303e | 548e | 374e | 562e |
| UCI World Tour                        | nc   | nc   | nc   | nc   | 282e | 231e |
|                                       |      |      |      |      |      |      |
| Légende : nc = non classéSource : UCI |      |      |      |      |      |      |

## Palmarès sur piste

### Championnats nationaux
- 2020
  -  Championne d'Australie de la course aux points